# Jayden Jaymes
Jayden Jaymes (Upland, California; 13 de febrero de 1986) es una actriz pornográfica, modelo erótica y bailarina estadounidense.

## Carrera pornográfica
Jaymes, nombre de nacimiento de Michele Lee Mayo, nació en la ciudad de Upland, en el condado californiano de San Bernardino en febrero de 1986, en el seno de una familia con ascendencia inglesa, irlandesa, noruega y nativoamericana, en concreto del pueblo cheroqui. Tiene una hermana pequeña y un hermano. Durante su infancia y adolescencia, cerca de ocho años, practicó ballet.
Antes de entrar en la industria pornográfica, trabajaba como bailarina exótica por las noches, a la par que por las mañanas estudiaba contabilidad y negocios. Hizo su debut como actriz porno en 2006, a los 20 años de edad. El año de su debut, participó en la película Fresh Out the Box 6, en la que tuvo su primera escena de sexo interracial.
Como actriz ha trabajado para productoras como Diabolic, Bang Bros, Pure Play Media, Wicked, Brazzers, Digital Playground, 3rd Degree, Sin City, Reality Kings, Naughty America, Penthouse, Girlfriends Films, Adam & Eve o Evil Angel, entre otras.
En 2010 rodó la película Big Wet Asses 17. Fue la primera escena de sexo anal tanto para Jaymes como para su compañera de reparto Katie St. Ives. Ese mismo año ganó el Premio AVN a la Mejor escena de sexo en grupo por la película 2040 junto a Jessica Drake, Kirsten Price, Alektra Blue, Mikayla Mendez, Kaylani Lei, Tory Lane, Kayla Carrera, Randy Spears, Brad Armstrong, Rocco Reed, Marcus London y Mick Blue.
En 2011 grabó Gangbanged 2, película que supuso para Jaymes sus primeras doble penetración y doble penetración vaginal, así como su primer gangbang.
Entre 2010 y 2012 recibió, además del premio por 2040, un total de diez nominaciones. Destacan, en 2010, la nominación a Mejor escena de trío lésbico por Sweet Cheeks 11; en 2011 a la Mejor Tease Performance por Jayden Jaymes Unleashed; y en 2012 a la Mejor escena de sexo lésbico en grupo por Prison Girls y a Mejor escena de trío M-H-M por Party Girls.
Jaymes fue una de las siete actrices pornográficas (junto a Julia Ann, Ava Addams, Alexis Texas, Kristina Rose, Rachel Starr y Gina Lynn) mencionadas en la canción YouPorn.com Anthem de Brian McKnight.
Ha grabado más de 840 películas como actriz.

## Fuera de la industria pornográfica
Apareció en un capítulo de la serie de MTV True Life, y también ha hecho pequeñas participaciones en películas mainstream.

## Premios y nominaciones
| Año  | Ceremonia    | Resultado | Premio                                    | Trabajo                                |
| ---- | ------------ | --------- | ----------------------------------------- | -------------------------------------- |
| 2009 | Premios AVN  | Nominada  | Mejor Estrella Joven Nueva                | Mejor Estrella Joven Nueva             |
| 2009 | Nightmoves   | Ganadora  | Fan: Mejor Actriz Revelación              | —                                      |
| 2010 | Premios AVN  | Ganadora  | Mejor Escena de Sexo en Grupo             | 2040                                   |
| 2010 | Premios AVN  | Nominada  | Mejor Escena de Sexo en Trío Lésbico      | Sweet Cheeks 11                        |
| 2010 | Premios AVN  | Nominada  | Mejor Interpretación Tease                | Curvy Girls 4                          |
| 2010 | Premios AVN  | Nominada  | Mejor Sitio Web                           | JaydenJaymesXXX.com                    |
| 2011 | Premios AVN  | Nominada  | Mejor Interpretación Tease                | Jayden Jaymes Unleashed                |
| 2011 | Premios AVN  | Nominada  | Mejor Película de Todo Sexo               | Jayden Jaymes Unleashed                |
| 2011 | Premios AVN  | Nominada  | Mejor Premiere Web                        | PUBA Real Life: Jayden Jaymes          |
| 2012 | Premios AVN  | Nominada  | Mejor Escena de Sexo en Grupo             | Gangbanged 2                           |
| 2012 | Premios AVN  | Nominada  | Mejor Escena de Sexo Lésbico en Grupo     | Prison Girls                           |
| 2012 | Premios AVN  | Nominada  | Mejor Escena de Sexo Oral                 | Massive Facials 3                      |
| 2012 | Premios AVN  | Nominada  | Mejor Escena de Sexo en Trío MHM          | Party Girls                            |
| 2013 | Sex Awards   | Nominada  | El Mejor Cuerpo del Porno                 | El Mejor Cuerpo del Porno              |
| 2013 | Sex Awards   | Nominada  | Estrella Porno del Año                    | Estrella Porno del Año                 |
| 2013 | Sex Awards   | Nominada  | Estrella Adulta Más Sexy                  | Estrella Adulta Más Sexy               |
| 2013 | Premios XBIZ | Nominada  | Mejor Escena de Sexo en Película Vignette | Day with a Pornstar                    |
| 2014 | Premios AVN  | Nominada  | Artista Femenina No Reconocida del Año    | Artista Femenina No Reconocida del Año |
| 2014 | Premios XBIZ | Nominada  | Mejor Escena de Sexo en Película Lésbica  | Backdoor to London                     |
| 2015 | Premios AVN  | Ganadora  | Fan: Mejores pechos                       | Fan: Mejores pechos                    |
| 2015 | Premios AVN  | Nominada  | Fan: El Culo Más caliente                 | Fan: El Culo Más caliente              |
| 2015 | Nightmoves   | Nominada  | Mejores pechos                            | Mejores pechos                         |
| 2015 | Nightmoves   | Nominada  | Fan Awards: Mejores pechos                | Fan Awards: Mejores pechos             |
| 2015 | Premios XBIZ | Nominada  | Mejor Escena de Sexo en Película Lésbica  | Ladies Night                           |